# Ceradenia terrestris
Ceradenia terrestris är en stensöteväxtart som beskrevs av Luther Earl Bishop. Ceradenia terrestris ingår i släktet Ceradenia och familjen Polypodiaceae. Inga underarter finns listade.